# アブハジア沖海戦
アブハジア沖海戦（アブハジアおきかいせん、Battle off the coast of Abkhazia）は、南オセチア紛争中の2008年8月9日、8月10日に黒海、南オセチア近海、アブハジア沖にて発生したロシア海軍黒海艦隊に属する艦隊とグルジア海軍の艦隊との海戦である。

## 概要
2008年8月7日より発生した南オセチア紛争においてロシアはグルジア軍の侵攻の受けていた南オセチアならびにアブハジアの支援のため、ロシア海軍の黒海艦隊をアブハジア沖に展開した。
8月9日から10日にかけ、揚陸艦2隻を含んだ6隻で構成される黒海艦隊のタスクフォースが、アブハジアの首都スフミへグルジア軍侵攻阻止とアブハジア防衛のために兵員の輸送を行っていた際、アブハジア沖にてグルジア海軍の艦艇5隻と会敵、戦闘になった。結果、グルジア海軍の1隻の哨戒艇が撃沈され、1隻の哨戒艇が損傷した。
この戦闘は、第二次世界大戦後にロシア海軍が行った最大規模の水上戦闘であった。

## 戦闘
2008年8月9日早朝、ロシア海軍黒海艦隊に属するロプーチャ型揚陸艦「ツェザーリ・クニコフ」(158 Цезарь Куников)、とタピール級揚陸艦「サラトフ｣(150 Саратов)の2隻がナヌチュカ-Ⅲ型ミサイルコルベット「ミラーシュ」(617 Мираж)とグリシャ-Ⅲ型対潜コルベット「スーズダレッツ」(071　Суздалец)、掃海艇「ゼレズニャコフ」(Железняков)、「トゥルビニスト」(Турбинист)の4隻を護衛につけ、アブハジアの首都スフミへロシア陸軍空挺部隊兵員数百名と車両、装備などの輸送のため、ノヴォロシースク海軍基地より発進した。
同日夕方、アブハジア、スフミ沖合にてグルジアの軍港、ポティより出撃したミサイルコルベット「ディオスクリア」、「トビリシ」と哨戒艇3隻で構成されるグルジア海軍艦艇5隻が接近。ロシア艦隊側はグルジア艦隊側に警告を行うがグルジア艦隊は無視して接近を続けた。これに対してロシア艦隊側はミサイルコルベット「ミラーシュ」に迎撃を指示。「ミラーシュ」は搭載するP-120対艦ミサイルを一斉発射し、グルジア海軍哨戒艇「ゲオルギー・トレリ」を撃沈した。その間、グルジア艦隊側も対艦ミサイルによる攻撃をロシア艦隊側に行ったが命中はしていない。ロシア側はこれを同海域付近に展開していた別のタスクフォースに属するミサイル巡洋艦のS-300F フォールトによる迎撃のためと発表している。残った4隻のグルジア艦は尚も接近を続けたが、「ミラーシュ」が哨戒艇の1隻に対空ミサイルによる攻撃を行い、損傷を与えた(艦名は不明)ことで撤退した。
翌、8月10日、輸送任務を終えたロシア海軍タスクフォースは弾薬を消費していた「ミラーシュ」に代わり、対潜コルベット「カシモフ」(Касимов)を加えて帰途についていたが、アブハジアの沖合にて再度グルジア海軍艦艇より対艦ミサイル攻撃を受ける。これに対してタスクフォースは各艦が装備する4K33 オサーM対空ミサイルで迎撃、回避に成功し、損害を受けることなく撤退した。

## グルジア海軍のその後
ロシア海軍に対して損害を与えられなかったグルジア海軍艦艇は母港であるポティ港に帰還。その間、ロシア軍はグルジア海軍の無力化を決め、最後に攻撃を受けた2日後の8月12日、ロシア海軍黒海艦隊の揚陸艦「サラトフ」、「ヤーマル」に特殊部隊(スペツナズ)の小隊を積載し、対潜コルベット「スーズダレッツ」を護衛につけグルジア、ポチ港に侵攻。全く抵抗を受けなかったロシア軍特殊部隊は港に停泊しているミサイルコルベット「ディオスクリア」、「トビリシ」を含んだグルジア海軍艦艇のほぼすべてを爆破工作によって破壊、撃沈した。これによってグルジア海軍は戦闘艦のほぼすべてを失い、壊滅した。